# 口部
口部（こうぶ）は、漢字を部首により分類したグループの一つ。
康熙字典214部首では30番目に置かれる（3画の1番目）。

## 概要
「口」字は口の形に象る。
偏旁では口の部分・口の動き・口を使った行為・感嘆の言葉などであることを示す。口部は口を構成要素とする漢字を収めるとともに、「口」の形を筆画として持つ漢字を分類している。
「味」「唱」など左右構造を取って偏となるものが主であるが、「和」など右部に位置、「呈」など上部に位置、「唇」など下部に位置、その他「向」「可」など中央に位置するものなど幅広い構成を取る。身体を表す部首では「手部」と並び、非常に多くの字を集める。
日本では、ヤード・ポンド法の単位に当てる国字として、「口偏＋尺貫法での単位」というような漢字が作られた（吋、哩など）。
中国語では、外来語や擬声語の当て字に口偏のつく字がよく使われる（咖啡など）。
片仮名の「ロ」は「口」に似ているが、片仮名の「ロ」は楷書の筆画上「口」を構成要素に持つ「呂」という漢字から造られたためである。

## 部首の通称
- 日本：くち・くちへん
- 中国：口字旁・口字底
- 韓国：입구부（ip gu bu、くちの口部）
- 英米：Radical mouth

## 部首字
口
- 広韻 - 苦后切、厚韻
- 詩韻 - 有韻、上声
- 三十六字母 - 渓母
- 日本語 - 音：コウ（漢音）・ク（呉音） 訓：くち
- 中国語 - ピンイン：kǒu 注音：ㄎㄡˇ ウェード式：k'ou 3
- 朝鮮語 - 訓音：입（ip、くち） 구(gu)

甲骨文
金文
大篆
小篆

## 例字
- 口
- 可・句・古・号・司・史・只・召・台・右・各・吉・吉・名・吕・㖖・售・𡅦・㘜
- 叶・叩・𠮟・吸・叫・吐・吟・吹・呼・咋・呪・𠽟・嚙・嚼・囁・囃・囀・囎・囑・㘛・𡆓・囖・𡆟
- 嚞・嚮・嚭・嚴・囂・囊・囏・囍